# Jeff Beck Group (album)
Jeff Beck Group è il quarto album discografico del gruppo musicale The Jeff Beck Group, pubblicato nel 1972. 

## Tracce
Lato 1
1. Ice Cream Cakes (Beck) – 5:40
2. Glad All Over (Aaron Schroeder, Sid Tepper, Roy Bennett) – 2:58
3. Tonight I'll Be Staying Here with You (Bob Dylan) – 4:59
4. Sugar Cane (Beck, Steve Cropper) – 4:07
5. I Can't Give Back the Love I Feel For You (Valerie Simpson, Nickolas Ashford, Brian Holland) – 2:42

Lato 2
1. Going Down (Don Nix) – 6:51
2. I Got to Have a Song (Stevie Wonder, Don Hunter, Lula Mae Hardaway, Paul Riser) – 3:26
3. Highways (Beck) – 4:41
4. Definitely Maybe (Beck) – 5:02

## Formazione
- Jeff Beck - chitarra
- Bobby Tench - voce
- Max Middleton - tastiere
- Clive Chaman - basso
- Cozy Powell - batteria